# تل خیرالله
تل خیرالله مربوط به دوران‌های تاریخی پس از اسلام است و در شهرستان شوشتر، دهستان میان آب، روستای تبتیه واقع شده و این اثر در تاریخ ۵ آذر ۱۳۸۰ با شمارهٔ ثبت ۴۲۱۶ به‌عنوان یکی از آثار ملی ایران به ثبت رسیده است.